# Scrobiculus oculatus
Scrobiculus oculatus là một loài tò vò trong họ Ichneumonidae.